# Stackelberg-duopólium
A Stackelberg-duopólium duopolhelyzetben lévő vállalatok viselkedésének modellezésére szolgál a mikroökonómiai piacelméletben. A modellt Heinrich von Stackelberg német közgazdász alkotta meg 1934-ben írott, Marktform und Gleichgewicht (Piaci forma és egyensúly) című művében.
A Stackelberg-duopólium jellemzői:
- A piacon rövid és hosszú távon is pontosan két eladó (a továbbiakban: vállalat) van jelen, akik között nincs együttműködés.
- A két vállalat ugyanazt a jószágot állítja elő.
- A megtermelt jószágegységek homogének, azaz minőségükben nem különböznek egymástól.
- A vállalatok egyetlen célja profitjuk maximalizálása, aminek érdekében az összes rendelkezésükre álló információt felhasználják.
- A vállalatok csak a jószág általuk kibocsátott mennyiségéről döntenek, a jószág – egyetlen – árát piaci folyamatok alakítják ki.
- A vállalatok kínálati döntésüket szekvenciális módon, vagyis stratégiai szempontból egymás után hozzák. Ez azt jelenti, hogy az egyik vállalat – a követő – kínálati döntésének meghozatalakor ismeri a másik – a vezető – döntését; fordítva viszont ez nem teljesül.
- A vezető vállalat ismeri a követő költségviszonyait.

## A reakciófüggvény
Jelöljük a két vállalat által kínált jószág keresleti függvényét {\displaystyle D(p)\,}-vel (p a piaci ár); a vezető, illetve a követő vállalat kibocsátását yv-vel, illetve yk-val; összköltség-függvényeiket pedig {\displaystyle C_{v}(y_{v})\,}-vel és {\displaystyle C_{k}(y_{k})\,}-val.
Először a követő profitmaximalizálási feladatát vesszük szemügyre. A követő vállalat profitja – {\displaystyle \pi _{k}\,} – definíció szerint az árbevétel (a jószág ára szorozva a kibocsátott mennyiséggel) és az összköltség különbsége:
A vállalat azt is tudja, hogy p értéke a piaci folyamatok révén határozódik meg; méghozzá olyan módon, hogy a jószág piaci kereslete egyenlő lesz a teljes piaci kínálattal ({\displaystyle y_{v}+y_{k}\,}):
Ugyanezt az egyenlőséget a keresleti függvény inverzére (jelöljük ezt nagy P-vel) felírva:
így a követő profitfüggvénye csak a két vállalat kibocsátásától függ:
A profitot maximalizáló yk értékre a profitfüggvény deriváltja – az egyváltozós szélsőérték-számítás szabályai szerint – 0-val lesz egyenlő (a differenciálhatóságot a függvény minden pontjában feltételezzük):
MCk nem más, mint az összköltségfüggvény yk szerinti deriváltja, amit határköltségnek nevezünk.
Mivel a követő vállalat ismeri a vezető kibocsátását (yv-t), ezért ebben az egyenletben valójában egyetlen ismeretlen szerepel: yk; az egyenletet megoldva a követő megkapja a profitját maximalizáló kibocsátási szintet.
De úgy is fogalmazhatunk, hogy ez az egyenlet implicit módon meghatározza az {\displaystyle y_{k}(y_{v})\,} függvényt, amit a követő vállalat reakciófüggvényének nevezünk. A reakciófüggvény megmutatja, hogy a vezető valamekkora kibocsátására mennyi a követő profitmaximalizáló kibocsátása.

## A vezető döntése
A követő vállalathoz hasonlóan a vezető számára is saját profitjának maximalizálása a cél. A Stackelberg-duopólium jellemzői között feltettük, hogy a vezető vállalat ismeri a követő költségviszonyait, így a határköltségét (MCk) is. Ez számára nagyon fontos információ, mert lehetővé teszi, hogy a követő vállalathoz hasonlóan ő is le tudja vezetni a követő reakciófüggvényét. Így viszont képes arra, hogy nem csupán a saját kibocsátásáról, hanem – azzal együtt – a követőéről is döntsön; yk-nak pedig számára is van jelentősége, mert az az inverz keresleti függvény révén a piaci árat, így pedig a vezető profitját is befolyásolja.
Ez a pluszinformáció a vezető számára döntő jelentőségű; a lejjebbi példában látni fogjuk, hogy ezt (és a döntés elsőségének jogát) „pluszhatalomra”, piaci erőfölényre fogja váltani.
Írjuk fel a vezető vállalat profitját (az ár helyébe helyettesítsük mindjárt az inverz keresleti függvényt, a követő kibocsátásának helyébe pedig a reakciófüggvényt):
Ha a profit maximális, az yv szerinti deriváltja 0:
Ebben az egyenletben csak yv az ismeretlen. Ha a vezető vállalat megoldja, megkapja a profitját maximalizáló kibocsátás értékét.

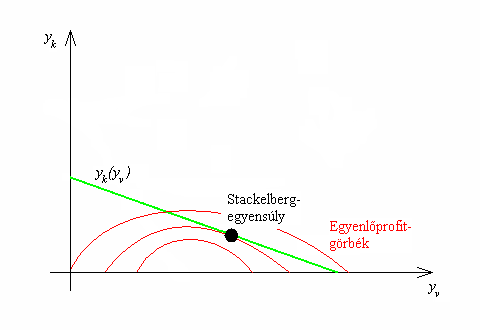
A reakciófüggvény, az egyenlőprofit-görbék és a Stackelberg-egyensúly.
(Megjegyzés: A reakciófüggvény általánosságban nem feltétlenül negatív meredekségű és lineáris. Elégséges feltétele ennek például, ha a keresleti függvény lineáris és negatív meredekségű, a követő határköltsége pedig konstans.)

## Az egyensúly
Az imént levezetett yv és – a reakciófüggvényből származó – yk értékek mindkét vállalat profitját maximalizálják, feltéve, ha a másik is optimálisan dönt; más szóval, egyensúlyi állapotban vagyunk.
Grafikusan ez az egyensúly a követő vállalat reakciófüggvényének és a vezető egyenlőprofit-görbéinek érintési pontjaként szemléltethető. Ez utóbbiak olyan görbék, amelyeknek a pontjaihoz ugyanaz a profit tartozik. Tehát a vezető vállalat a követő reakciófüggvényéről a számára legnagyobb profitot biztosító pontot fogja választani.

## Egy példa
Egy kisvárosban két fagylaltos „tevékenykedik”. Az egyszerűség kedvéért feltételezzük, hogy mindketten csak egyféle fagylaltot (mondjuk csokit) árulnak, és a két „vállalat” fagylaltját senki sem tudja egymástól megkülönböztetni. Az általuk alkotott duopóliumra teljesülnek a Stackelberg-modell feltételei. Mindkét vállalat hetente hozza meg a kínálati döntését, de az egyikük később, mint a másik, így az egyik (a követő) meg tudja figyelni a másik (a vezető) döntését.
A fagylalt keresleti függvénye (a mennyiség egysége legyen 1 gombóc):
A vezető vállalat valamivel olcsóbban szerzi be az alapanyagot, így a határköltsége konstans 70 forint, míg a követőé konstans 80 forint.
Kérdések: Mennyi lesz az egyes vállalatok Stackelberg-egyensúlyi kibocsátása, valamint a piaci ár? Mennyi volna az összkibocsátás és az ár abban az esetben, ha a fagylaltnak versenyzői piaca lenne?

### A reakciófüggvény
A reakciófüggvényt implicit módon meghatározó egyenlet:
Az inverz keresleti függvény levezetése:
Mivel {\displaystyle {\frac {\partial P(y_{v}+y_{k})}{\partial y_{k}}}=-{\frac {1}{8}}}, ezért behelyettesítve a fenti egyenletbe:
Megkaptuk a követő vállalat reakciófüggvényét.

### A vezető döntése
A vezető profitmaximalizáló kibocsátása ennek az egyenletnek a megoldásával egyenlő:
Helyettesítsük be a reakciófüggvényt:
Helyettesítsük be az inverz keresleti függvényt és a határköltséget:
A bal oldalon lévő derivált {\displaystyle -{\frac {1}{16}}}-dal egyenlő:
Amiből:

### Az egyensúly
A vezető vállalat profitmaximalizáló kibocsátása tehát 560 gombóc fagylalt hetente. A követőé pedig 200 gombóc, mert
Látható, hogy a vezető és a követő vállalat kibocsátása – ezáltal pedig a piaci részesedésük, „hatalmuk” – között lényeges eltérés van. Ez két okkal magyarázható:
1. a vezető vállalat abból eredő „pluszhatalmával”, hogy tudja, hogy a követő ismerni fogja a kibocsátását, így közvetve ő dönthet yk-ról is;
2. a követő vállalat magasabb költségeivel.

Belátható, hogy ha a két vállalat határköltsége egyenlő volna, akkor a vezető kibocsátása éppen kétszerese lenne a követőének.
A piaci árat az összkibocsátásnak az inverz keresleti függvénybe való helyettesítésével kaphatjuk meg:

### A versenyzői piaccal való összehasonlítás
Ha a fagylalt piacát tökéletes verseny jellemezné, akkor az egyensúlyi ár-kibocsátás kombináció a piaci keresleti függvény és a határköltséggörbe metszéspontjában lenne. (Versenyzői piacon a kínálati függvény egybeesik a határköltség görbéjével.) A versenyző vállalatok határköltsége 70 forint lenne, mert a versenyzői piacon minden információ nyilvános, így hosszú távon minden vállalat a kisebb költségű alapanyag-beszerzésre állna át.
Tegyük egyenlővé az inverz keresleti függvényt és a határköltséget:
Az ár pedig a határköltséggel, vagyis 70-nel lenne egyenlő.
Hasonlítsuk össze az összkibocsátást és az árat Stackelberg-duopólium, illetve versenyzői piac esetén:
|                | Stackelberg-duopólium | Versenyzői piac |
| Összkibocsátás | 760                   | 1040            |
| Ár             | 105                   | 70              |

Látszik, hogy Stackelberg-duopólium esetén a kibocsátás alacsonyabb, az ár pedig magasabb, mint a versenyzői piacon. A Stackelberg-duopólium a tökéletes versenyhez képest a javak kevésbé hatékony elosztását tudja csak biztosítani.
Viszont az is belátható, hogy a Stackelberg-duopólium hatékonyabb, mint a Cournot-duopólium és a monopólium.
A hatékonyságveszteség számszerűen is kifejezhető, ha meghatározzuk az úgynevezett holtteherveszteséget, a vásárlók kieső fogyasztói többletének és a vállalatok kieső termelői többletének összegét. A holtteherveszteség képlete, ha a keresleti és a határköltségfüggvény is lineáris:
{\displaystyle \Delta p\,} a Stackelberg-duopólium és a versenyzői piac árának különbségét, {\displaystyle \Delta y\,} pedig a két kibocsátás különbségét jelöli. Jelen esetben:
A Stackelberg-modellből eredő heti holtteherveszteség tehát példánkban 4900 forint.

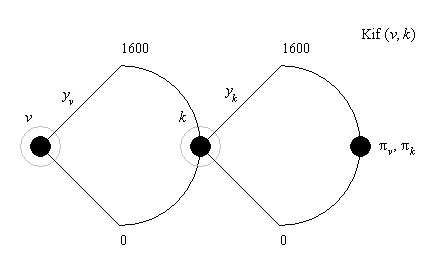
A Stackelberg-játék extenzív alakja (a számok a fenti példából származnak)

## A Stackelberg-duopólium mint játék
A Stackelberg-duopóliumot a játékelmélet olyan tökéletes információs játékként fogja fel, amelyben a két játékos a vezető és a követő vállalat. Elsőként a vezető lép, megválasztva kibocsátási szintjét, majd a követő van soron, aki, miután megfigyelte a vezető döntését, határoz a saját kibocsátásáról. Ezután a játékosok megkapják a kifizetéseiket (a profitjukat), és a játéknak vége. A Stackelberg-egyensúly a játék tiszta stratégiákon alapuló Nash-egyensúlya lesz.